# Siemion Diesnicki
Siemion Jefimowicz Diesnicki (ros. Семён Ефимович Десницкий; ur. około 1735, zm. 1789) – rosyjski historyk i krytyk feudalizmu, profesor prawa Uniwersytetu Moskiewskiego. Skłaniał się ku monarchii konstytucyjnej.

## Idee socjologiczne
W pracach swych Diesnicki analizował zagadnienie szczebli rozwojowych ludzkości. Jego zdaniem ludzkość w swym postępowym rozwoju przeszła cztery stadia. Pierwsze — to stadium polowania na zwierzęta i zbierania gotowych produktów przyrody, drugie — hodowli bydła, trzeci — rolnictwa, czwarte — handlu. Wypowiadał on myśl, że własność prywatna nie istniała wieczne, ponieważ brak jej śladów we wczesnych stadiach. Najpierw powstała własność prywatna majątku ruchomego, później i nieruchomego. Ci, którzy skoncentrowali bogactwo w swoich rękach, stali się następnie rządzącymi. Oni zagarniali władzę — początkowo w rodzie lub plemieniu, później we wspólnocie gminnej lub państwie.
Według jego poglądów feudalizm był oczywistym i koniecznym stadium rozwoju ludzkości. W ostatnim stadium socjalnego rozwoju musi jednak wystąpić, jego zdaniem, prawo pełnej własności.